# قضاء الصدر الثانية
قضاء الصدر الثانية هو قضاء يقع في بين شارع فلسطين جنوباً و شارع جميلة شمالاً , و بين شارع الثورة شرقاً و شارع صفي الدين الحلي غرباً و بذلك يأخذ شكل مستطيل مساحته 3.95 كم و عدد سكانه 44,785 نسمة, فبذلك هو أصغر أقضية العراق مساحة و أكثرها كثافة سكانية. و يقع في صوب الرصافة في بغداد و يسمى محلياً حي جميلة لوقوع كل اراضيه في هذا الحي . يعتبر حي جميلة من اقدم مناطق بغداد التي سميت على اسم المناضلة الجزائرية جميلة بوحيرد .
صنفت منطقة جميلة كرابع أجمل وانظف منطقة في بغداد بعد كل من المنصور والحارثية والاعظمية في سنة 1983م، ومن أشهر شوراعها هو شارع خير الله طلفاح الذي يقع منزله في حي جميلة الأولى وسمي الشارع على اسمه، يتضمن الحي مركزاً لتسويق الفواكه والخضار إلى احياء بغداد، وسوقاً للجملة تباع فيه البضائع المحلية والمستوردة.